# Tratado de Joinville

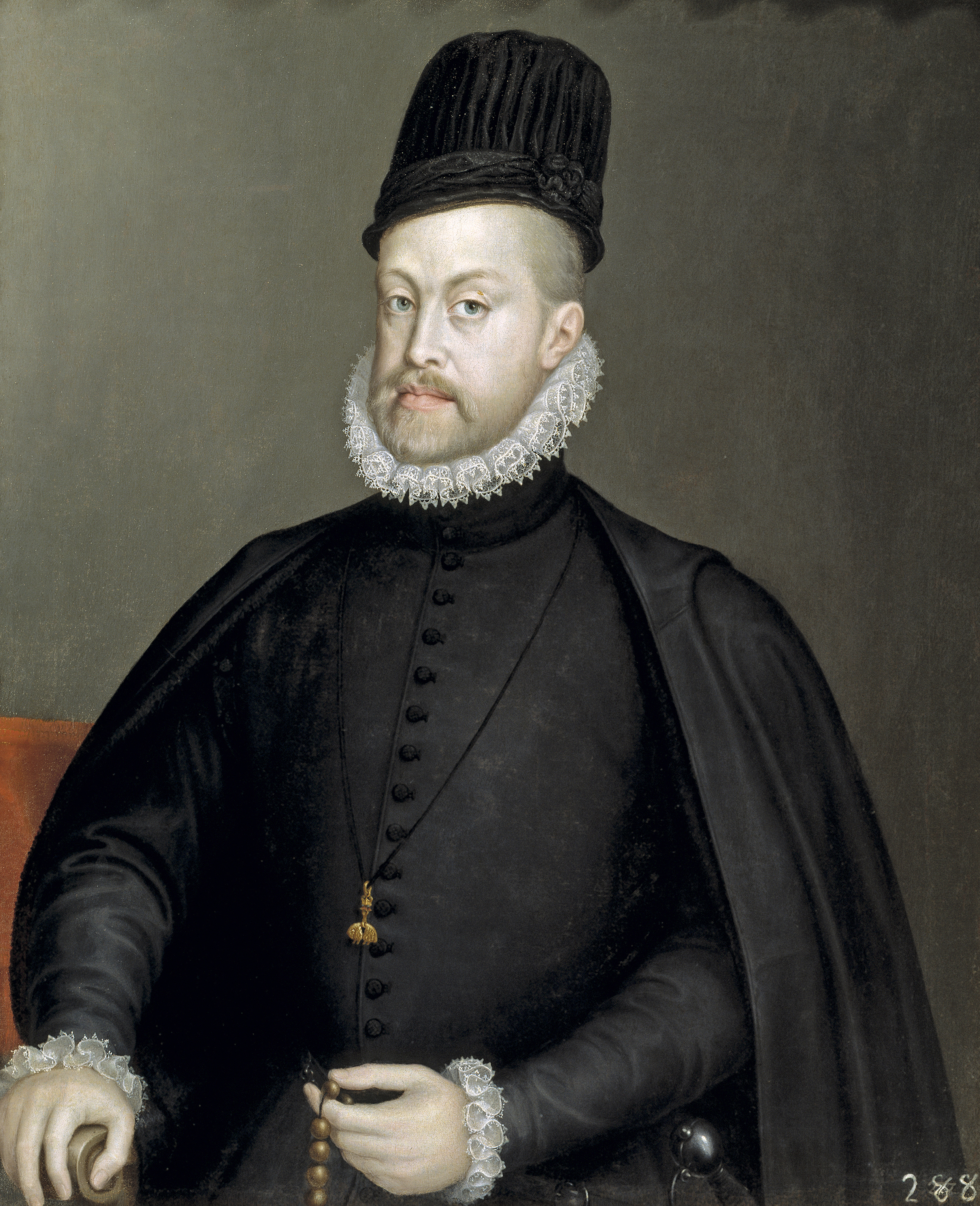
Retrato de Filipe II feito pela pintora Sofonisba Anguissola (Museu do Prado, Madrid)

O Tratado de Joinville foi assinado em segredo em 31 de dezembro de 1584 pela Liga Católica, liderada pela primeira família de nobres católicos da França, a Casa de Guise, e pela Espanha dos Habsburgos. O encontro aconteceu na França, em Joinville (Alto Marne), num palácio da Casa de Guise.

## Disposições do Tratado
No tratado:
- Filipe II de Espanha concordou em financiar a Liga Católica (50.000 coroas por membro)[2] e reconheceu o Cardeal Carlos de Bourbon como herdeiro de Henrique III da França.[1]
- Após a ascensão de Carlos de Bourbon ao trono francês, ele reconfirmaria os Tratados de Cateau-Cambrésis.[2]
- O catolicismo seria a única religião permitida na França. Aqueles que não se convertessem ao catolicismo seriam exterminados.[2]
- Os decretos do Concílio de Trento seriam aplicados.[2]
- A aliança franco-otomana e as viagens francesas às Índias e aos Açores cessariam.[2]
- As áreas na Holanda cedidas à França pelos chamados hereges seriam devolvidas à Espanha.[2]

## Consequências para a Inglaterra
Em 1585, o tratado tornou-se conhecido na Inglaterra. Acreditava-se, embora falsamente, que o objetivo do tratado era formar uma aliança católica contra os protestantes em toda a Europa.
No entanto, a rainha Elizabeth I ficou aterrorizada com o cenário de pesadelo de uma aliança católica entre a França e a Espanha contra a Inglaterra, mesmo que a perspectiva tivesse sido remota devido ao prolongado conflito Habsburgo-Valois. Pela primeira vez, ela apoiou a intervenção militar direta nos Países Baixos Espanhóis, no processo de uma revolta contra o domínio espanhol. A resposta espanhola foi uma repressão sob um governador militar linha-dura, o Duque de Parma.
A decisão de Elizabeth foi uma reversão completa da sua política anterior de não apoiar os rebeldes que se voltavam contra a autoridade legítima, pois temia ser vulnerável a revoltas dos católicos ingleses. A nova política ilustrou o quanto o Tratado de Joinville a alarmou.
Como consequência direta, Elizabeth assinou o Tratado de Nonsuch com as Províncias Unidas em 1585 e financiou uma expedição aos Países Baixos, liderada por Roberto Dudley, 1.º Conde de Leicester, de 7.000 a 8.000 soldados. Isso foi um catalisador para a guerra entre a Inglaterra e a Espanha e resultou no lançamento da Invencível Armada em 1588.